# Грем Гіґман
Грем Гіґман (англ. Graham Higman; 19 січня 1917 — 8 квітня 2008) — британський математик, що працював у розділі теорії груп.

## Біографія
Заснував Журнал Алгебри (англ. Journal of Algebra) та був його редактором з 1964 до 1984 року. У 1965–1967 рр. був президентом Лондонського математичного товариства.
Був проповідником у методистський церкві. Під час другої світової війни був відмовником за ідейними міркуваннями та працював на цивільних посадах у північній Ірландії та Гібралтарі.

## Деякі праці
- (англ.) Graham Higman (1940), The units of group-rings, Proceedings of the London Mathematical Society, (2) 46: 231–248.
- (англ.) Walter Feit and Graham Higman (1964), The nonexistence of certain generalized polygons., J. Algebra, 1: 114–131
- (англ.) Graham Higman (1966) Odd characterisations of finite simple groups, U. of Michigan Press
- (англ.) Graham Higman (1974), Finitely presented infinite simple groups, Notes on Pure Mathematics, т. 8, Department of Pure Mathematics, Department of Mathematics, I.A.S. Australian National University, Canberra, ISBN 978-0-7081-0300-5, MR 0376874, архів оригіналу за 2 квітня 2017, процитовано 16 липня 2018
- (англ.) Graham Higman and Elizabeth Scott (1988), Existentially closed groups, LMS Monographs, Clarendon Press, Oxford[6]